# 三纹温枯叶蛾
三纹温枯叶蛾（学名：Baodera khasiana）为枯叶蛾科物種，也是温枯叶蛾属（学名：Baodera）的唯一物種，分布於印度北部、尼泊爾、不丹、中國雲南，以及緬甸。全身呈深褐色，前翅具有淺色的中線與後中線，亞外緣有一排金色的斑，翅脈呈顯眼的黃褐色，脈序與古北界的 Trichiura 屬相同，但前足脛節的棒狀前脛突（epiphysis）較短。雄蛾生殖器缺少爪形突（uncus）與顎形突（gnathos）；背兜（tegumen）呈窄帶狀，附著於杯狀的基腹弧（vinculum）；背兜側突（socii）靠近背面且高度骨化，同時生有長而單生的剛毛；抱器瓣（valva）短。